# 奥达斯泰韦尔
奥达斯泰韦尔，是匈牙利维斯普雷姆州所辖的一个村，与帕波相距约4公里，总面积8.37平方公里，总人口762，人口密度91.0人/平方公里（2010年1月1日）。